# 4 вересня
4 вересня — 247-й день року (248-й у високосні роки) в григоріанському календарі. До кінця року залишається 118 днів.

## Свята і пам'ятні дні

### Міжнародні
- Всесвітній день тхеквондо. (1994) (World Taekwondo Day)

### Національні
- Україна: Над будинком Верховної Ради України було піднято синьо-жовтий прапор. (1991)
- Україна: День митного брокера. (1992) (неофіційне)
- Аргентина:
  - День секретарів. (Día de la Secretaria)
  - День іммігранта.
  - День коміксів. (Día de la Historieta)
- Вірменія: День рятувальника.
- Іран: День кооперації.
- Молдова: День працівника митної служби.
- Канада: Національний день обізнаності про полікістоз нирок.
- США:
  - День газети і газетних перевізників.
  - Національний день дикої природи.
  - Національний день горіха макадамії.

### Релігійні

#### Західне християнство
- Пам'ять папи Боніфація I;
- Пам'ять Мойсея та Аарона;
- Пам'ять святих Діни Беланже[en], Єрміонії Ефеської[en], Іди Герцфельдської[en], Ірмґардіси Зюхтельнської, Кандиди Старшої[en], Катерини Ракконіджі[en], Розалії Палермської, Рози Вітербо[en], Руфина, Сильвана та Віталіка[en], Тамеля[en] та Ультана Ардбракканського[en];
- Пам'ять Пол Джонса[en] (Єпископальна церква).

#### Східне християнство[1]
- Пам'ять священномучеників Вавили, єпископа Великої Антіохії, і з ним трьох отроків: Урвана, Прилідіана, Єполонія та матері їхньої Христодули;
- Пам'ять пророка Боговидця Мойсея;
- Знайдення мощей святителя Йоасафа Білгородського;
- Пам'ять мучениці Єрміонії[en], дочки апостола Пилипа, диякона;
- Пам'ять мучеників Вавили Нікомидійського[be] і з ним 84 отроків та Теодора, Міана, Юліана та Кіона[sr];
- Ікони Божої Матері, званої «Неопалима купина».

## Іменини
✝  Католицькі: Аарон, Боніфацій, Віталік (Віталікус), Діна, Іда, Ірмґардіс, Мойсей, Кандида, Катерина, Розалія, Роза, Руфина, Сильван, Стелла, Тамель, Ультан.
✙ Православні: Вавила, Єполоній, Єрміонія, Йоасаф, Міан, Мойсей, Кіон, Прилідіан, Теодор, Урван, Христодула, Юліан.

## Події
- 476 — голова германських найманців на римський службі Одоакр скинув останнього імператора Західної Римської Імперії Ромула Августула. Традиційно ця дата вважається датою падіння Західної Римської імперії.
- 1837 — американський винахідник Семюел Морзе розробив електромеханічний телеграфний апарат для передавання й приймання повідомлень знаками (азбука Морзе).
- 1870 — після зречення Наполеона III, котрий здався в полон пруським військам після поразки біля Седана, Жюль Фавр і Леон Гамбетта проголосили в Парижі Третю республіку і сформували уряд національної оборони.
- 1884 — у Російській імперії скасовано автономію університетів.
- 1885 — у Нью-Йорку відкрилося перше в США кафе самообслуговування.
- 1886 — останній американський індіанець — воїн, Джеронімо здався в Аризоні. Після ув'язнення він став фермером та радником армії США.
- 1888 — американець Джордж Істмен отримав патент на фотокамеру, котра працювала на плівці, що скручувалась в рулон, і зареєстрував свою торгову марку — «Кодак»
- 1918 — війська США висадилися в Архангельську для інтервенції у громадянській війні в Російській імперії.
- 1920 — Головний Отаман Армії УНР С.Петлюра затвердив «Інструкцію для військових агентів і для осіб, які їх заступають», де вперше викладено концептуальні підходи до форм і методів діяльності військових аташе Української Народної Республіки.
- 1928 — затверджено новий український правопис («скрипниківський»), який діяв до 1933.
- 1938 — створено Українську Національну Оборону («Карпатська Січ»), яку очолив Степан Росоха.
- 1965 — у київському кінотеатрі «Україна» під час прем'єри фільму «Тіні забутих предків» відбувся мітинг протесту проти нової хвилі політичних репресій серед української інтелігенції.
- 1991 — над будинком Верховної Ради у Києві вперше піднято синьо-жовтий прапор.
- 1995 — засновано пошукову систему SAPO.
- 1996 — колумбійські партизани атакували державні воєнні бази, у відповідь на засоби антикокаїнової війни в країні.
- 2018 — офіційно завершився мультсеріал Adventure Time.

## Народились
Дивись також Категорія:Народились 4 вересня
- 1241 — Олександр III (Alexander III of Scotland), король Шотландії (1249–1286 рр.).
- 1563 — Чжу Їцзюнь, китайський імператор (1572–1620 рр.).
- 1596 — Константин Гюйгенс (Constantijn Huygens), нідерландський поет, учений й композитор.
- 1768 — Франсуа-Рене де Шатобріан, франкомовний бретонський письменник, політик і дипломат, один з засновників романтизму у франкомовній літературі.
- 1809 — Юліуш Словацький (Juliusz Słowacki) (пом. 1849), видатний поет-романтик, поряд з Міцкевичем (Adam Mickiewicz) і Красінським (Zygmunt Krasiński) творець польської романтичної драми.
- 1824 — Антон Брукнер (Josef Anton Bruckner) (пом. 1896), австрійський композитор, органіст, педагог.
- 1874 — Олександр Вишневський, радянський військовий хірург, творець знаменитої лікувальної мазі.
- 1875 — Євген Лансере, графік і живописець; онук архітектора Микола Бенуа, син скульптора-анімаліста Євгена Олександровича Лансере, брат художниці Зінаїди Серебрякової.
- 1887 — Карліс Улманіс (Kārlis Ulmanis) (пом. 1942), латвійський державний діяч, Президент Латвії(1936–1940 рр.).
- 1889 — Остап Бобикевич, український композитор і піаніст, інженер.
- 1892 — Даріус Мійо (пом. 1974), французький композитор, диригент («Бідний матрос», «Христофор Колумб»).
- 1896 — Антонен Арто (Antonin Artaud) (пом. 1948), французький драматург.
- 1897 — Михайло Кауфман, радянський кінорежисер, кінооператор. Один з основоположників сучасного документального кіно.
- 1904 — Павло Массальський (пом. 1979), радянський актор театру й кіно («Цирк», «Піквікський клуб»).
- 1904 — Крістіан-Жак (Christian-Jaque — Christian Maudet) (пом. 1994), французький кінорежисер («Фанфан-Тюльпан», «Закон є закон», «Бабетта йде на війну»).
- 1908 — Едвард Дмитрик (Edward Dmytryk) (пом. 1999), американський кінорежисер українського походження, входить до списку десяти найкращих кінорежисерів за всю історію американського кіно. («Молоді леви», «Шалако»).
- 1913 — Танге Кендзо (丹下健三), японський архітектор, лауреат Прітцкерівської премії 1987 р.
- 1949 — Григорій Суркіс, український бізнесмен і політик
- 1981 — Бейонсе, американська співачка та акторка.
- 1990 — Ольга Харлан, українська фехтувальниця (шабля), олімпійська чемпіонка Пекіна і Парижа в командній першості.

## Померли
Дивись також Категорія:Померли 4 вересня
- 1907 — Едвард Гріг, норвезький композитор
- 1910 — Анрі Руссо, французький живописець-примітивіст, музикант і літератор.
- 1921 — Вільгельм Котарбінський, видатний український художник, яскравий представник академізму та символізму в живописі, працював над розписами Володимирського собору.
- 1942 — Жигмонд Моріц, визначний угорський письменник та соціальний реаліст.
- 1965 — Альберт Швейцер, німецький філософ, музикант, лікар, місіонер, лауреат Нобелівської премії миру.

- 1985 — Василь Стус, український поет, перекладач, прозаїк, літературознавець, правозахисник. Герой України. Помер у карцері мордовського табору для політв'язнів у віці 47 років.
- 1989 — Жорж Сіменон, франкомовний письменник бельгійського походження, один з найвідоміших представників детективного жанру в літературі.
- 1990 — Айрін Данн, американська акторка.
- 1991 — Чарлі Барнет, американський джазовий саксофоніст, диригент.
- 1997 — Ганс Айзенк, німецько-британський вчений-психолог.
- 2006 — Стівен Ірвін, австралійський натураліст та тележурналіст.
- 2014 — Баніоніс Донатас, литовський актор і режисер, народний артист СРСР